# Гошен (Нью-Йорк)
Гошен (англ. Goshen) — місто (англ. town) в США, в окрузі Орандж штату Нью-Йорк. Населення — 14 571 особа (2020).

## Демографія
Згідно з переписом 2010 року, у місті мешкало 13 687 осіб у 4536 домогосподарствах у складі 3143 родин. Було 4921 помешкання
Расовий склад населення:
| - 82,4 % — білих - 7,1 % — чорних або афроамериканців - 2,6 % — азіатів - 0,4 % — корінних американців - 0,1 % — вихідців з тихоокеанських островів - 5,3 % — осіб інших рас |

До двох чи більше рас належало 2,2 %. Частка іспаномовних становила 13,6 % від усіх жителів.
За віковим діапазоном населення розподілялося таким чином: 23,4 % — особи молодші 18 років, 60,8 % — особи у віці 18—64 років, 15,8 % — особи у віці 65 років та старші. Медіана віку мешканця становила 41,7 року. На 100 осіб жіночої статі у місті припадало 102,2 чоловіків;  на 100 жінок у віці від 18 років та старших — 102,2 чоловіків також старших 18 років.
Середній дохід на одне домашнє господарство  становив 116 272 долари США (медіана — 92 233), а середній дохід на одну сім'ю — 143 466 доларів (медіана — 110 734). Медіана доходів становила 71 623 долари для чоловіків та 51 118 доларів для жінок. За межею бідності перебувало 6,3 % осіб, у тому числі 6,2 % дітей у віці до 18 років та 4,5 % осіб у віці 65 років та старших.
Цивільне працевлаштоване населення становило 6325 осіб. Основні галузі зайнятості: освіта, охорона здоров'я та соціальна допомога — 25,9 %, науковці, спеціалісти, менеджери — 13,8 %, роздрібна торгівля — 11,9 %.